# Medal of Honor: Underground
Medal of Honor: Underground – strzelanka pierwszoosobowa w realiach II wojny światowej. Gracz wciela się w niej w członkinię francuskiego ruchu oporu. Gra została opracowana przez wytwórnię DreamWorks Interactive oraz wydana przez Electronic Arts w 2000 roku na platformę PlayStation, a w 2002 na Game Boy Advance.

## Ścieżka dźwiękowa
Muzykę do gry skomponował Michael Giacchino. Album wszedł na rynek 12 grudnia 2000 roku i zawiera osiemnaście instrumentalnych kompozycji, które stanowiły tło na różnych poziomach gry. Edycja specjalna albumu zawiera dodatkowy, dziewiętnasty utwór, zamieszczony w introdukcji, na który nałożony został głos narratorki.